# Mustamäe
Mustamäe là một quận của Tallinn, thủ đô Estonia.

## Hành chính
Quận Mustamäe được chia thành phó quận.

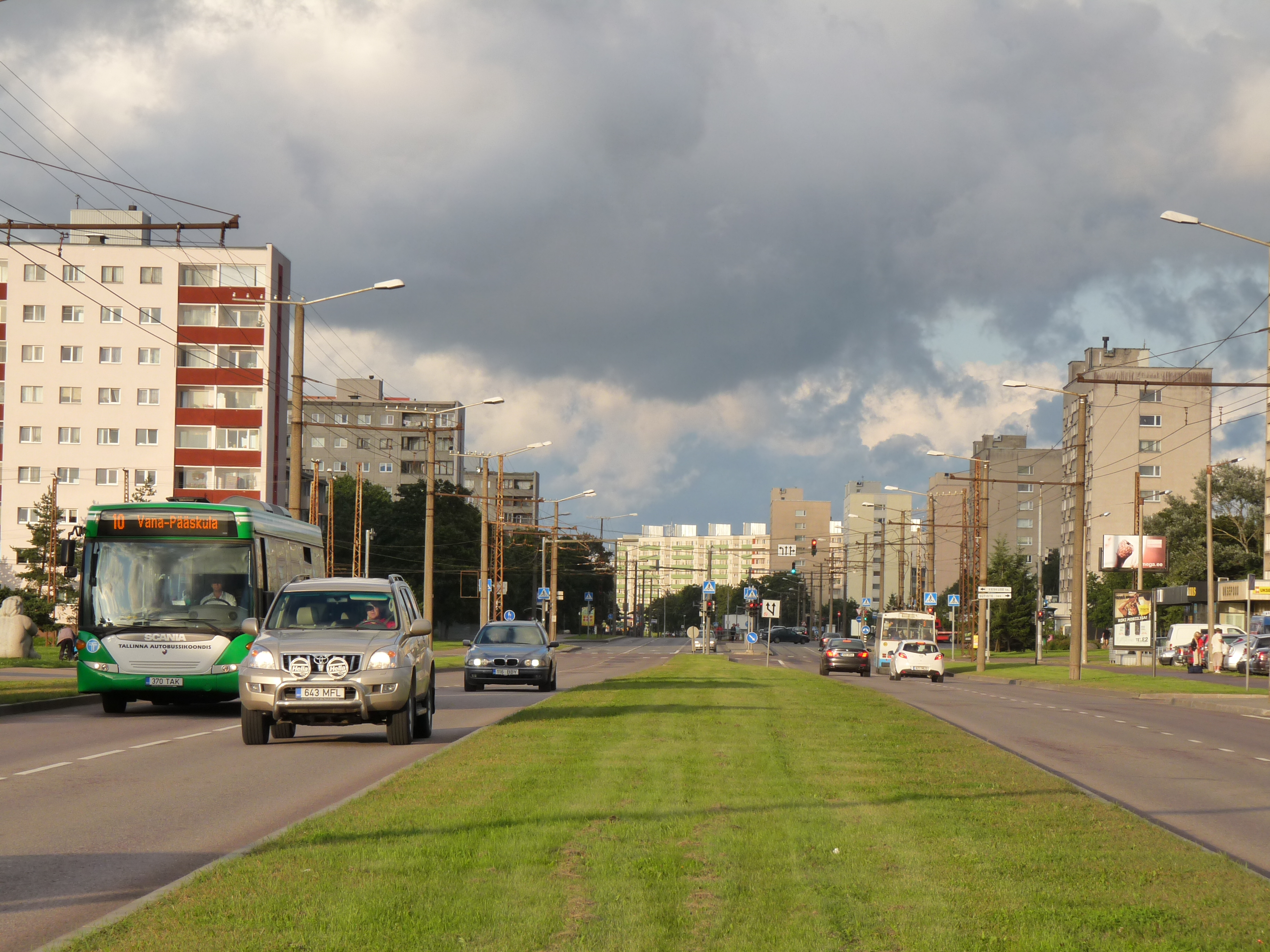
Sõpruse